# Église Sainte-Croix (Aoste)
L'église Sainte-Croix d'Aoste se trouve dans le centre-ville, rue Édouard Aubert, près de l'intersection entre rue du Marché-Vaudan et rue de la Tour du lépreux, presque au lieu où se situait autrefois la Porta Decumana, la porte occidentale de la ville romaine d'Augusta Prætoria. 

## Historique
Bâtie en 1682, elle abrite un autel baroque. Sur la façade décorée avec de reliefs architectoniques en trompe-l'œil, on peut admirer une fresque  représentant la Découverte de la Vraie Croix par sainte Hélène.
Cette chapelle fait partie de la paroisse de la cathédrale d'Aoste.